# Gerő László (építész)

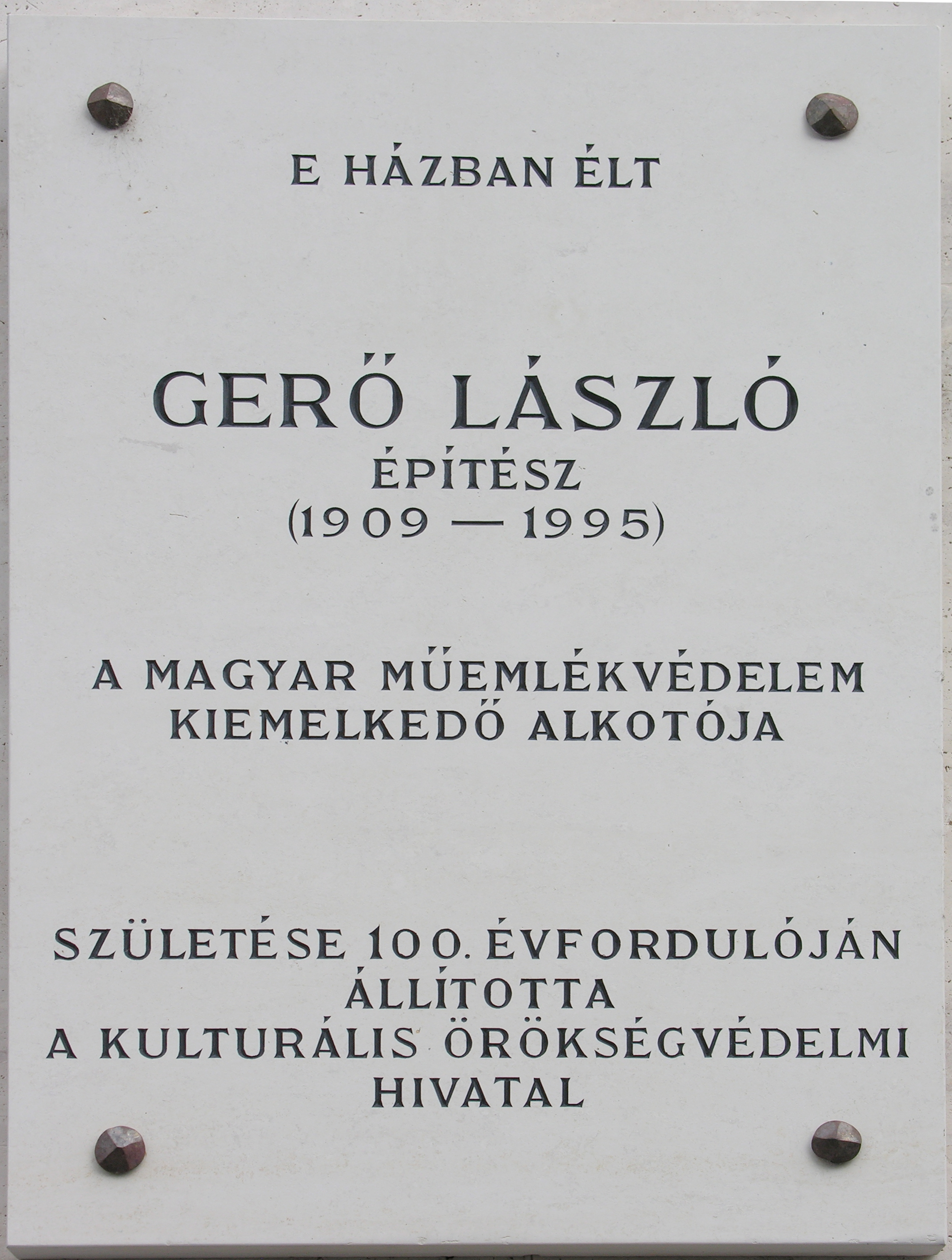
Gerő László emléktáblája egykori lakhelyén, a Petőfi tér 3-5. szám alatt

Gerő László (Szombathely, 1909. május 24. – Budapest, 1995. január 19.) építésztörténész, a hazai műemlékvédelem egyik kiemelkedő szakértője.

## Élete
Apja Gerő László földmérő mérnök, térképész volt, anyja Saly Lucia. A középiskola befejezése után Budapesten, a József Műegyetemen folytatta tanulmányait, ahol 1932-ben szerzett építészmérnöki diplomát, majd 1941-ben műszaki doktori oklevelet.
1935-ben Budapesten házasságot kötött dr. Zilahi Mária Hedviggel, Zilahi Dezső (1873–1956) hírlapíró és Rákosi Eugénia lányával.
1935–1938 között kisebb megszakításokkal a római Magyar Akadémián tanult ösztöndíjjal, ahol tanulmányozta Róma városépítészetét és a Santo Stefano (Szent István) Rotondo templom építészetét. Az 1939–1949 közötti években – Rómából hazatérve – a Fővárosi Tanács Magasépítési Osztályán dolgozott mérnökként.
Az 1940-es években kidolgozta a budai várnegyed rendezési tervét. 1941-ben első nagyszabású munkája az óbudai amfiteátrum helyreállítása és városképbe helyezése volt. A második világháború utáni években többek között a Belvárosi plébániatemplom, a Budavári Nagyboldogasszony-templom helyreállításával foglalkozott, majd megtervezte és irányította a Budai várnegyed helyreállítását. Dolgozott a sárospataki Vörös-torony, a Szigligeti vár, a révfülöpi templom, a Nagyvázsonyi vár, a sopronbánfalvai Mária-Magdolna templom, a badacsonyi, Szegedy Róza-ház helyreállításán.
1957-től az Országos Műemléki Felügyelőség Építési Osztályát vezette. 1960-as években elvégezte a műemléki jelentőségű területek és műemléki környezetek kijelölését és szorgalmazta védetté nyilvánításukat.
Gerő László a Műegyetemen is tanított „Műemlékvédelmet”. Munkája során kezei alól több tehetséges fiatal szakember került ki, akik tanítványaként a magyar műemlékvédelem és helyreállítás elismert szakemberei lettek.
1980-ban Lékai László bíboros esztergomi érsek megbízásából a római Szent Péter-székesegyházban megtervezte és felépítette a „Magyarok kápolnáját”.

## Díjai, elismerései
- 1958 – Ybl Miklós-díj
- 1972 – Magyar műemlékvédelemért plakett
- 1973 – Állami Díj III. fokozat (A műemlékvédelem fejlesztésében, elsősorban a Budavári Palota középkori részeinek és erődrendszereinek rekonstruálásában, építészeti kialakításában végzett tudományos és gyakorlati munkásságáért.)
- 1974 – Herder-díj
- 1994 – A Magyar Köztársasági Érdemrend középkeresztje a csillaggal

## Főbb művei
- A római Santo Stefano Rotondo, a magyarok nemzeti temploma; MTA Római Történeti Bizottsága, Bp., 1944
- Megelőző műemlékvédelem; Múzeumok és Műemlékek Országos Központja–Magasépítési Tudományos Egyesület, Bp., 1950
- Magyar építészet haladó hagyományai; összeáll. Gerő László; Építőipari, Bp., 1951
- Magyar városépítés; Mérnöki Továbbképző Intézet, Bp., 1952 (Mérnöki Továbbképző Intézet előadássorozatából)
- A budai vár helyreállítása; Közoktatási, Bp., 1952
- Radnóti Aladár–Gerő László: A Balaton régészeti és történeti emlékei; Közoktatási, Bp., 1952
- Dercsényi Dezső–Gerő László: A sárospataki Rákóczi-vár; fotó Falus Károly, Petrás István; Képzőművészeti Alap, Bp., 1953 (Magyar műemlékek)
- Magyar városképek; Építőipari, Bp., 1953 (Mérnöki továbbképző kiadványok. Építőművészet kérdései)
- Dunántúli városok építészeti jellege; Mérnöki Továbbképző Intézet, Bp., 1953 (Mérnöki Továbbképző Intézet előadássorozatából)
- Útmutató a topográfiai munka vár-anyagához; Akadémiai, Bp., 1953
- Magyar építészet. A XIX. század végéig; szerk. Gerő László; Építésügyi, Bp., 1954 (németül is)
- Eger; Képzőművészeti Alap, Bp., 1954 (Magyar műemlékek)
- A budai vár; Társadalom- és Természettudományos Ismeretterjesztő Társulat, Bp., 1954 (Útmutató az ismeretterjesztő előadások előadói számára)
- Műemlékeink védelme; Egyetemi Ny., Bp., 1954 (Útmutató a Társadalom- és Természettudományi Ismeretterjesztő Társulat előadói számára)
- Magyarországi várépítészet. Vázlat a magyar várépítés fejezeteiről; Művelt Nép, Bp., 1955
- Tata települése és műemlékei; Felsőoktatási Jegyzetellátó, Bp., 1955 (Mérnöki Továbbképző Intézet 1953-54. évi előadássorozatából)
- Magyar építészet a XIX. század második felében. Romantikus és eklektikus stílusok; Egyetemi Ny., Bp., 1955 (Útmutató a Társadalom- és Természettudományi Ismeretterjesztő Társulat előadói számára)
- A pesti belvárosi plébániatemplom; Képzőművészeti Alap, Bp., 1956 (Műemlékeink)
- Eger; Képzőművészeti Alap, Bp., 1957 (Magyar műemlékek)
- Entz Géza–Gerő László: A Balaton környék műemlékei; Képzőművészeti Alap, Bp., 1958 (Magyar műemlékek)
- Építészeti műemlékek feltárása, helyreállítása és védelme; Műszaki, Bp., 1958
- Az építészeti stílusok; Gondolat, Bp., 1958 (Ismerjük meg...)
- A siklósi vár; Képzőművészeti Alap, Bp., 1958 (Műemlékeink)
- Pápa; munkatárs Sedlmayr János; Műszaki, Bp., 1959 (Városképek – műemlékek)
- Budapest; Seemann, Leipzig, 1966 (Kunstgeschichtliche Städtebücher)
- Felfedező úton épületeink között; Gondolat, Bp., 1966
- Magyar várak; Műszaki, Bp., 1968
- Ostromverte várak; szerk. Gerő László, bev. Bajor Nagy Ernő; Corvina, Bp., 1969 (angolul, franciául, németül is)
- Történelmi városrészek; Műszaki, Bp., 1971
- Pest-Buda építészete az egyesítéskor; Műszaki, Bp., 1973
- Várépítészetünk; főszerk. Gerő László; Műszaki, Bp., 1975
- Régi orosz építészet; Műszaki, Bp., 1977
- Történelmi városmagok; Corvina, Bp., 1978 (Építészeti hagyományok)
- A Budai Várnegyed; Corvina, Bp., 1979 (angolul, németül, oroszul is)
- Budai középkori királyi vár és várpalota helyreállítása 1948–1966 (1979)
- A helyreállított budai vár; Műszaki, Bp., 1980
- Magyar várak; Hírlapkiadó, Bp., 1981
- Magyar műemléki ABC; Műszaki, Bp., 1984
- Műemlékről mindenkinek; Műszaki, bp., 1987
- Magyarországi zsinagógák; főszerk. Gerő László; Műszaki, Bp., 1989
- Az építészeti stílusok; 2. átdolg. kiad.; Holnap, Bp., 1994
- Mátyás király budai palotája; De Csejte, Kiskőrös, 1994 (Középkori Magyarország)